# كارلوس فالكارسل
كارلوس فالكارسل (مواليد 25 أكتوبر 1981) هو ملاكم من بورتوريكو، مثّل بلاده في الألعاب الأولمبية الصيفية 2000.

## روابط خارجية
كارلوس فالكارسل على موقع بوكس ريك (الإنجليزية) (registration required)
- كارلوس فالكارسل على موقع أوليمبيديا (الإنجليزية)